# Francia Nueva
Francia Nueva är en ort i Mexiko.   Den ligger i kommunen Chicontepec och delstaten Veracruz, i den sydöstra delen av landet, 220 km nordost om huvudstaden Mexico City. Francia Nueva ligger 167 meter över havet och antalet invånare är 516.
Terrängen runt Francia Nueva är platt åt sydväst, men åt nordost är den kuperad. Runt Francia Nueva är det ganska tätbefolkat, med 83 invånare per kvadratkilometer. Närmaste större samhälle är Tepetzintla, 11,7 km nordost om Francia Nueva. Trakten runt Francia Nueva består till största delen av jordbruksmark.